# Agonopterix arctica
Agonopterix arctica is een vlinder uit de familie grasmineermotten (Elachistidae). De wetenschappelijke naam is voor het eerst geldig gepubliceerd in 1902 door Strand.
De soort komt voor in Europa.